# Dollfusijev glavoč
Glavoč Dollfusijev  (lat. Vanneaugobius dollfusi) je riba iz porodice glavoča (lat. Gobiidae). Smeđe ili narančasto smeđe je boje, s izraženim očima, tijela obraslog ljuskama. Smatralo se da ova vrsta živi samo oko obala Maroka, gdje je pronađena (Agadir), ali je pronađena i u Jadranu i to na više lokacija (kod Splita - Stobreč, Velikog Drvenika, Mljeta, i kod Palagruže).
Živi na dubinama 100-120 m na pjeskovito - stjenovitom dnu. Maksimalna veličina, način razmnožavanja i prehrane su još uvijek nepoznanica.

## Poveznice
|  | Wikivrste imaju podatke o taksonu Dollfusijev glavoč |